# Gemeinde Šempeter-Vrtojba
Die Gemeinde Šempeter-Vrtojba (italienisch San Pietro-Vertoiba) ist eine Gemeinde (Občina) in der historischen Landschaft Primorska, Region Goriška in Slowenien.

## Lage und Einwohner
Die aus den zwei Ortschaften, der  Stadt Šempeter pri Gorici (deutsch: Sankt Peter bei Görz), dem Verwaltungssitz der Gemeinde, und der Siedlung Vrtojba (deutsch: Vertoiba) bestehende Gemeinde liegt an der italienischen Grenze. Die Gemeinde gehört zur urbanen Region der unmittelbar angrenzenden Städte Gorizia (Görz) und Nova Gorica.

## Nachbargemeinden
|         | Nova Gorica                                 |               |
| Italien | Kompassrose, die auf Nachbargemeinden zeigt | Renče-Vogrsko |
|         | Miren-Kostanjevica                          |               |

## Verkehr
Von 1927 bis 1935 wurde die Gemeinde – damals in Italien liegend – von einer Linie der Straßenbahn Görz erschlossen.

## Persönlichkeiten
- Patricija Šulin (* 1965), Politikerin
- Robert Golob (* 1967), Politiker und Unternehmer
- Anja Štefan (* 1969), Schriftstellerin und Lyrikerin
- Jana Krivec (* 1980), Schachspielerin
- Matej Mugerli (* 1981), Radrennfahrer
- Valter Birsa (* 1986), Fußballspieler
- Jure Škoberne (* 1987), Schachspieler
- Etien Velikonja (* 1988), Fußballspieler
- Aris Zarifović (* 1988), Fußballspieler
- Polona Batagelj (* 1989), Radrennfahrerin
- Tim Matavž (* 1989), Fußballspieler
- Saša Živec (* 1991), Fußballspieler
- Miha Zajc (* 1994), Fußballspieler
- Maja Svetik (* 1996), Handballspielerin
- Luka Štor (* 1998), Fußballspieler
- Vika Rutar (* 1999), Leichtathletin
- Andrej Skočir (* 2003), Sprinter